# Sveta ljubav (singolo)
Sveta ljubav (Sacro amore) è un singolo della cantante croata Maja Blagdan, pubblicato nel 1996 attraverso l'etichetta discografica Croatia Records e inserito nell'album omonimo. La canzone è stata scritta e composta da Zrinko Tutić. Di Sveta ljubav esiste anche una versione cantata in lingua inglese, intitolata Divine Love.
La canzone è stata scelta per rappresentare la Croazia all'Eurovision Song Contest 1996. Maja, che era la settima della serata ad esibirsi, si è piazzata quarta con 98 punti. Sveta ljubav ha fruttato a Maja il prestigioso premio Porin per la migliore performance femminile croata dell'anno nel 1997.
Il videoclip di Sveta ljubav è stato girato a Lubenizze (Lubenice), un piccolo centro abitato a picco sul mare, sull'isola croata di Cherso.